# Classe magistral

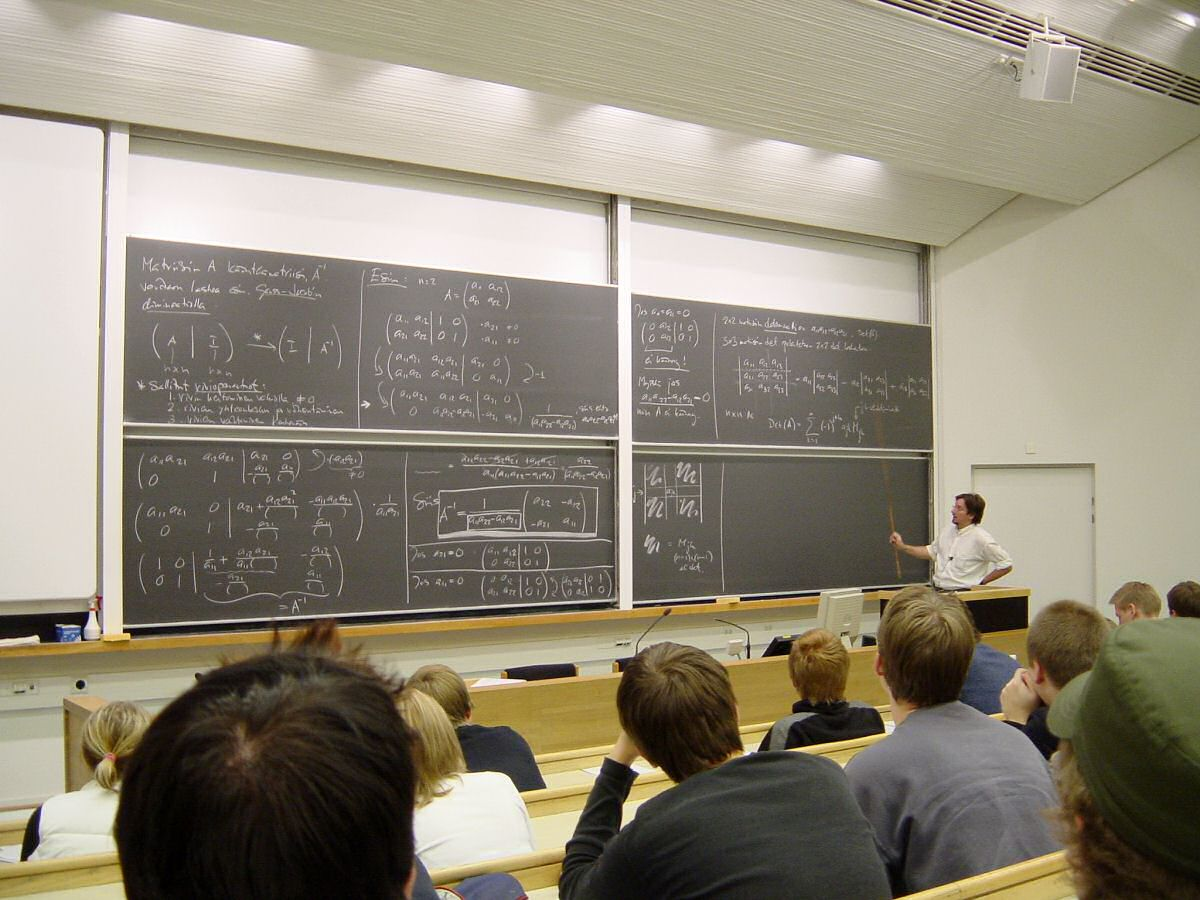
Una classe d'àlgebra lineal a la Universitat Politècnica de Hèlsinki.

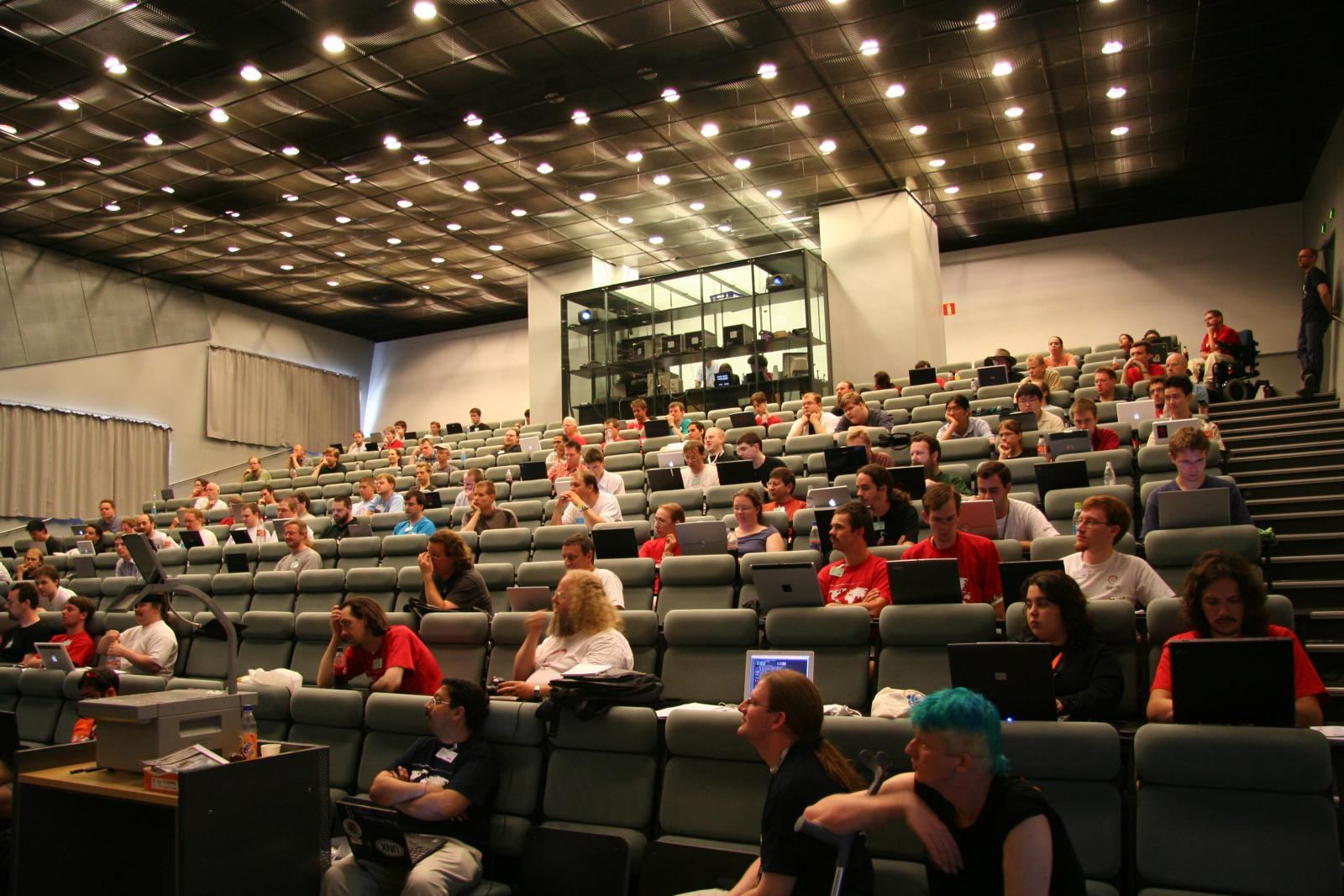
Assistents en una conferència de desenvolupament de programari.

Una classe magistral és una exposició oral que té per objectiu presentar informació o ensenyar a un grup de gent un tipus de coneixements sobre una matèria, per exemple per un professor o catedràtic universitari. Les classes normalment serveixen per transmetre informació crítica, història, background, teories i equacions. El discurs d'un polític, el sermó d'un capellà o fins i tot la presentació d'un agent comercial són altres formes de classe magistral. Normalment el conferenciant recita la informació rellevant dret davant dels oients.
Encara que les classes magistrals són molt criticades com a mètode d'ensenyament, les universitats no han trobat encara un mètode alternatiu per a la majoria dels seus cursos. Els crítics senyalen que una classe magistral és un mètode de comunicació d'un sol sentit, que no inclou una participació significativa dels assistents. Per aquest motiu, sovint es contrasta amb els mètodes d'ensenyament actiu. Amb tot, una classe magistral feta per un bon orador pot resultar molt didàctica i estimulant; almenys, les classes han sobreviscut en les universitats i centres educatius en general com un mètode ràpid, barat i eficient d'introduir estudiants a un camp determinat del coneixement.
Les classes magistrals tenen també un paper important fora de les aules. Els premis científics i acadèmics inclouen gairebé sempre un discurs per part del guanyador, i les conferències acadèmiques són sovint, de fet, classes magistrals. Els discursos públics tenen una gran tradició en ciències i en moviments socials. Històricament, esglésies, centres socials, sindicats, biblioteques, museus, i altres organitzacions han albergat parlaments d'aquest tipus. Les classes magistrals representen una continuació de la tradició oral en contrast amb la comunicació textual en llibres i altres media.

## Història

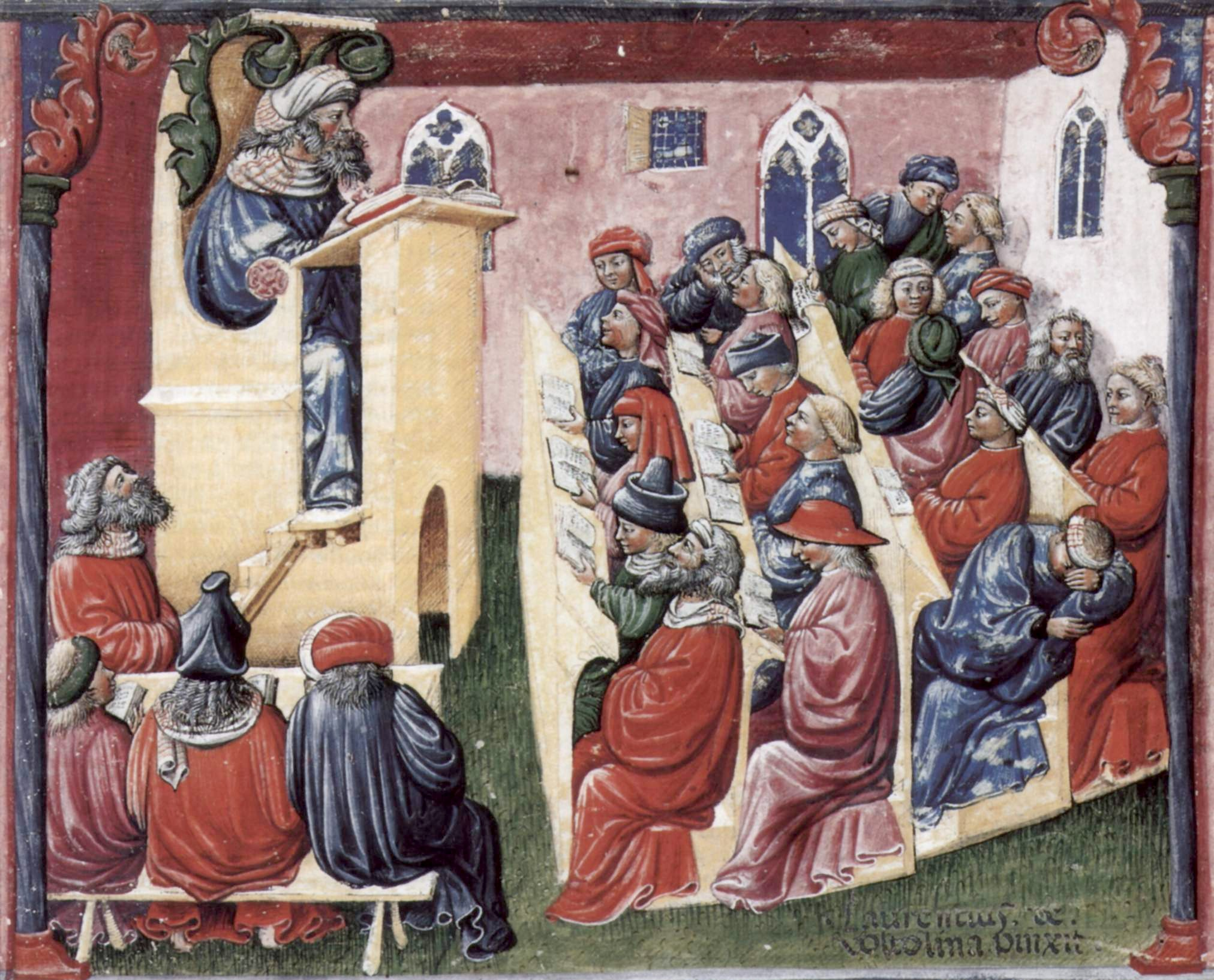
Una classe magistral a la Universitat de Bolonya, Itàlia, a mitjan.

La pràctica de les classes magistrals en les universitats medievals consistien en la lectura, per part del professor, de textos originals davant d'un grup d'estudiants que prenien nota de la classe. La lectura de fonts originals va evolucionar cap a la lectura de comentaris sobre un text original i més endavant cap a l'exposició d'apunts. Durant gran part de la història, la difusió del coneixement mitjançant l'exposició d'apunts escrits va ser un element essencial de la vida acadèmica.

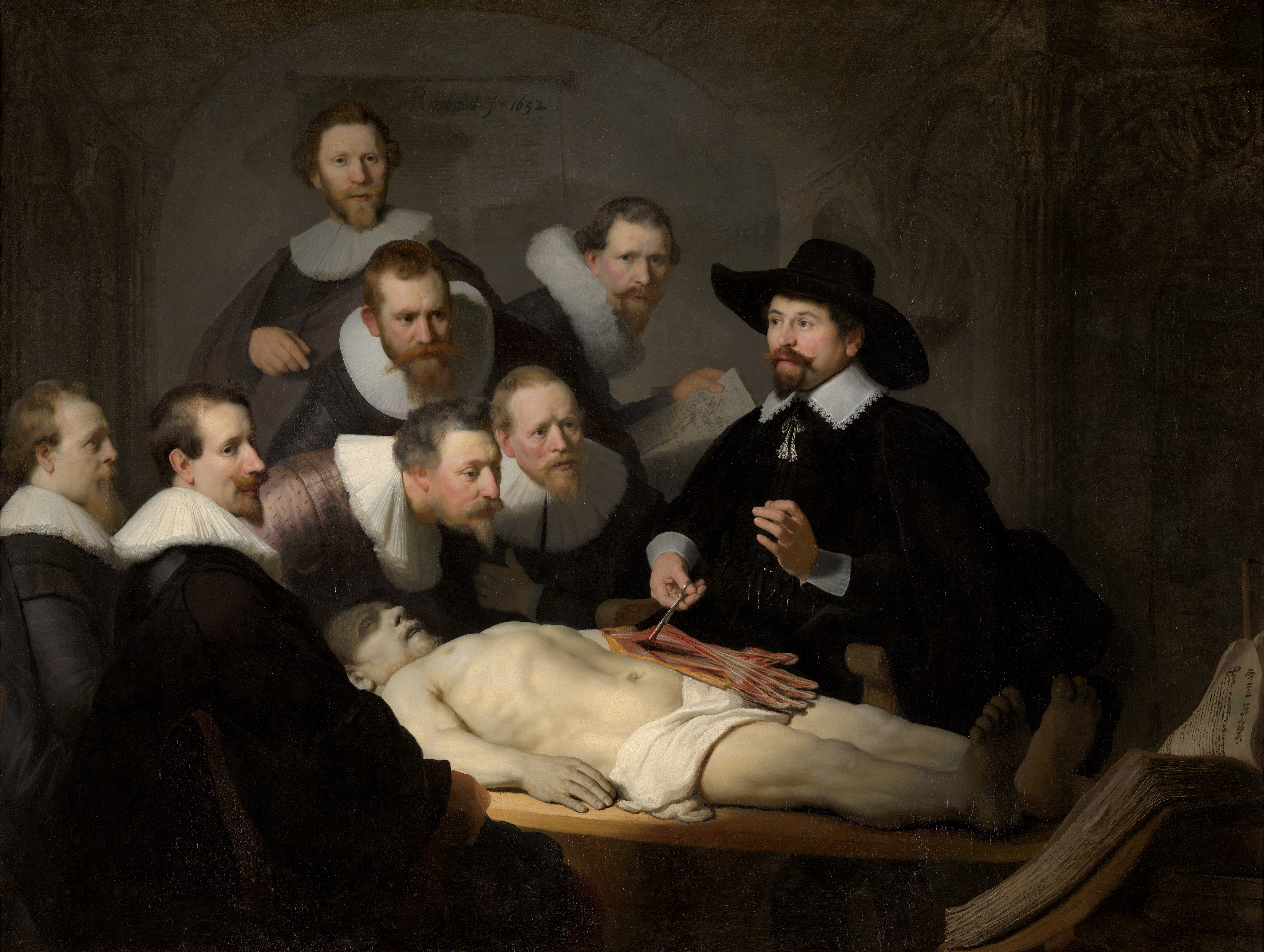
The Anatomy Lecture of Dr. Nicolaes Tulp de Rembrandt.

Fins i tot al segle xx, els apunts presos per estudiants o preparats per un professor per a una classe magistral han aconseguit una àmplia difusió (vegeu, per exemple, la gènesi del Cours de linguistique générale de Ferdinand de Saussure). Molts professors estaven, i estan, acostumats encara a simplement llegir les seves notes des del faristol amb aquest objectiu. No obstant, les classes modernes generalment inclouen activitats addicionals, com per exemple escriure en una pissarra, exercicis, preguntes i discussions o presentacions dels estudiants.
L'ús de programaris de presentacions multimèdia tals com Microsoft PowerPoint ha canviat la forma de les classes magistrals; vídeos, gràfics, webs o exercicis preparats poden ser inclosos. Més freqüentment, però, s'utilitzen «llistes puntejades» per a les presentacions. El crític Edward Tufte afirma que aquest estil d'exposicions bombardegen l'audiència amb gràfics innecessaris i que sovint no fan més que distreure o confondre el públic.
Un format d'exposició modificat, generalment presentat en intervals curts de 5 a 15 minuts, és sovint presentat en forma de vídeo, per exemple en cursos en línia tipus MOOC o en programes tals com la Khan Academy.

## Recerca

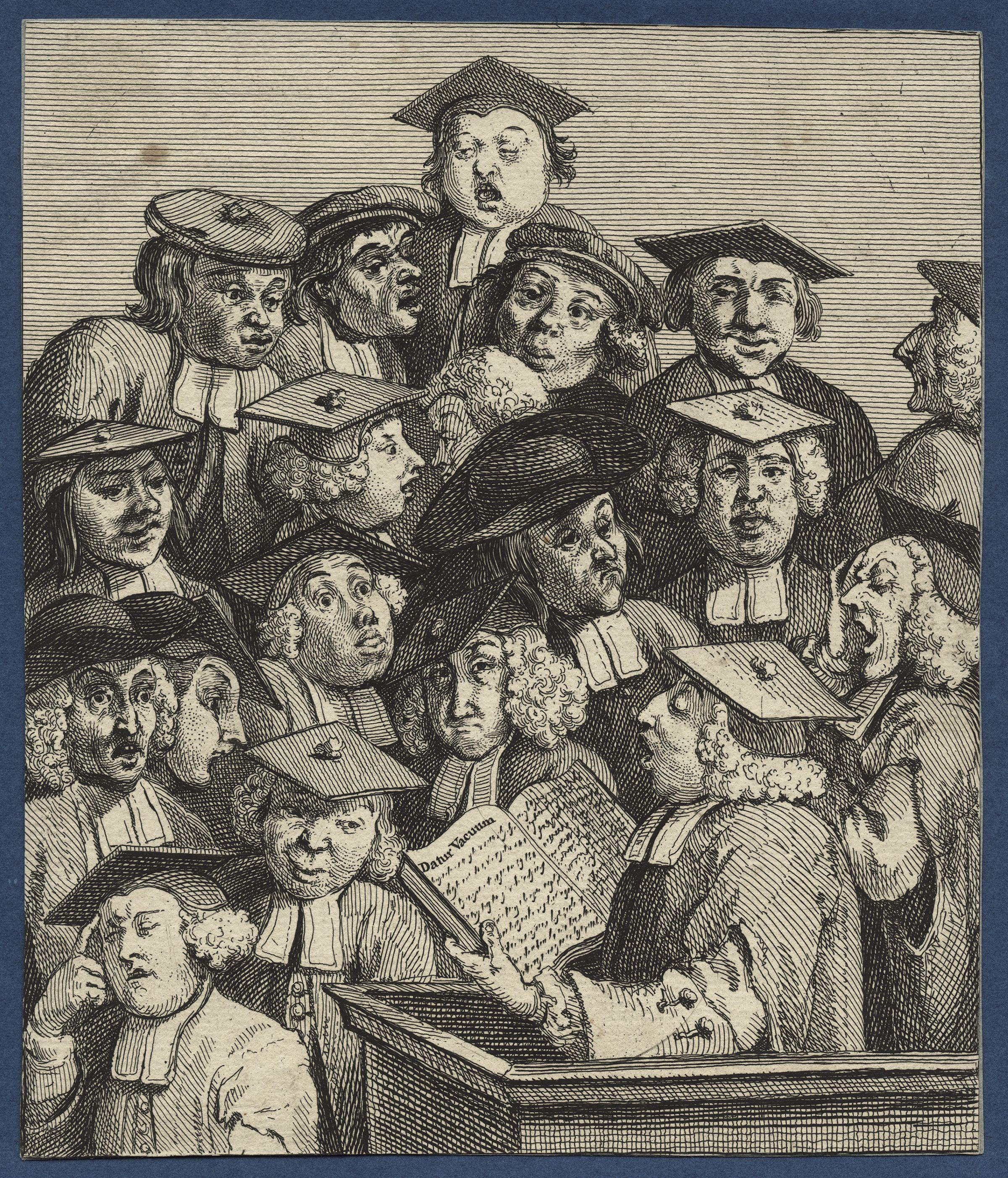
Gravat de William Hogarth (1736): Scholars at a Lecture

Donald A. Bligh argumenta que la classes magistral «representa una concepció de l'educació en la que el professor sap i els estudiants no saben, per la qual cosa aquests no poden donar cap valor afegit a l'ensenyança d'aquests estudiants». Basant-se en diversos estudis, conclou que la classe magistral és tan efectiva, però no més que qualsevol altre mètode d'ensenyament en transmetre informació. No obstant això, la classe magistral no és el mètode més efectiu per promoure el pensament de l'estudiant, canviar actituds o ensenyar habilitats conductuals. Bligh resumeix la seva tesi en la memòria per demostrar la importància de la matèria sobre la retenció (Marks and Miller 1964) i la importància de la pràctica immediata de la informació (Bassey 1968). Afirma que hi ha una disminució de l'atenció durant els primers 25 minuts de la classe. Lloyd (1968) and Scerbo et al. (1992) van demostrar que els estudiants prenen cada vegada menys apunts a mesura que la classe avança. Bligh afirma que després d'una curta parada amb una discussió de grup, l'atenció retorna als alumnes en certa manera. La secció més llarga del llibre de Bligh estudia la tècnica dels discursos, en concret, de l'organització dels discursos, de com argumentar, de l'efectivitat de prendre apunts, de l'ús de material i formes d'obtenir feedback. Aquest estudi afirma que, en ensenyament, els mètodes d'ensenyament alternatius són els més elogiats.
La idea de classe magistral com a mitjà didàctic ha estat qüestionada per Meltzer i Manivannan (2002) i Sandry (2005), els quals afirmen que la classe magistral pot incloure l'ensenyament actiu. No obstant, Elliot (2005) dissuadeix de l'ensenyament actiu en afirmar que es creen fenòmens tals com la peresa social o la por a ser avaluats, de tal manera que desencoratgen els alumnes o oients a participar. Una possible solució a l'encoratjament de l'audiència a participar en les classes magistrals és el sistema sense fils de resposta, que permet als membres de l'audiència a participar anònimament.

### Avantatges de la classe magistral
L'eficàcia de la classe magistral tradicional és i ha estat debatuda. Alguns avantatges inclouen: exposició a nou material, més control del professor a l'aula, format més atractiu, complementa i clarifica el material del curs, i facilita la comunicació de classes amb moltes persones. També, permet la disseminació de material no publicat o no disponible.

### Inconvenients de la classe magistral
Hi ha hagut molt debat sobre si la classe magistral millora l'aprenentatge dels estudiants a l'aula. Alguns desavantatges inclouen: posar els estudiants en un rol passiu, disposar d'una comunicació d'un sol sentit, la necessitat dels estudiants de temps fora de l'aula per acabar d'entendre alguns conceptes, i la necessitat que el professor tingui habilitats comunicatives efectives.

## Altres formes
Mentre que la classe magistral és acceptada com una forma efectiva d'instrucció, alguns educadors importants han destacat per utilitzar altres formes d'ensenyament.
Molts cursos universitaris complementen les classes magistrals amb petits debats, tutorials, classes de laboratori o experimentals, etc., per incentivar la participació dels alumnes. Sovint, són estudiants de postgrau, tutors, professors ajudants, etc., els qui dirigeixen aquestes classes complementàries. Aquestes classes inclouen debat, seminaris, tallers, observació, aplicació pràctica, estudi de cas, ensenyament actiu, media informàtica, etc.